# Pyszczak lombardzki
Pyszczak lombardzki (Maylandia lombardoi) – gatunek słodkowodnej ryby z rodziny pielęgnicowatych (Cichlidae). Hodowana w akwariach. Zaliczana do grupy mbuna.

## Występowanie
Jezioro Niasa (Malawi) w pobliżu wyspy Mbenji i rafy Nkhomo, oraz opodal Benga. Zamieszkuje strefę przejściową na głębokości od 6 do 30 metrów.

## Charakterystyka
Osiąga w naturze do 14 cm długości (samice do 11 cm).
Dymorfizm płciowy: wybarwione samce są koloru żółto-pomarańczowego, mają siedem pionowych jasnofioletowych do jasnoniebieskich pasów na ciele. Na pokrywach skrzelowych wyraźnie zaznaczone są fioletowe, połyskujące łuski, zresztą na całym ciele u dominującego samca można dostrzec jasnofioletowe łuski. Z wiekiem pojawia się na czole u samców guz tłuszczowy. Samice bladoniebieskie z ciemnoszarymi lub czarnymi pionowymi pasami (cztery do pięciu, rzadziej siedem).
Ryba silnie terytorialna, agresywna, dążąca do dominacji nad innymi gatunkami trzymanymi w akwarium. W wystroju należy uwzględnić groty skalne, podłoże zalecane, jak dla wszystkich pielęgnic z Malawi to drobny piasek. Rośliny w takim biotopie praktycznie nie występują, kopiące ryby i twarda woda nie sprzyjają ich utrzymaniu.

## Warunki w akwarium
| Zalecane warunki w akwarium   | Zalecane warunki w akwarium |
| ----------------------------- | --------------------------- |
| Zbiornik                      | długość min. 120 cm         |
| Temperatura wody              | 23–28 °C                    |
| Twardość wody ogólna (dH)     | 6–10 (°n)                   |
| Twardość wody węglanowa (dKH) | 10–12 (°n)                  |
| pH                            | 7,6–8,5                     |

## Zachowania godowe
Aktywne seksualnie samce są agresywne i bronią swoich terytoriów przed przedstawicielami własnego gatunku. Rozmiar terytoriów sięga od trzech do pięciu metrów.

## Rozmnażanie
Samica składa od 6 do 75 jaj, w zależności od wieku i kondycji. Młode wypuszczane są z pyska matki po około trzech tygodniach. Narybek ma ubarwienie młodych samic. Wychów nie jest problematyczny.

## Pokarm
Wyczesuje luźne glony z powłoki porastającej skały, żeruje także na planktonie w toni wodnej. W akwarium praktycznie wszystkożerna. Zjada zarówno glony porastające akwarium jak i małe bezkręgowce – głównie plankton, suchy pokarm.